# Armstrong Whitworth A.W.27 Ensign
L'Armstrong Whitworth AW.27 Ensign era un quadrimotore da trasporto ad ala alta prodotto dall'azienda britannica Armstrong Whitworth negli anni trenta.

## Storia

### Sviluppo
L'AW.27 venne sviluppato nel 1934 per rispondere all'esigenza di un aereo postale veloce nelle lunghe rotte verso il Sudafrica e Australia. I primi esemplari costruiti in serie furono destinati alle rotte della Imperial Airways con 27 posti a sedere oppure 20 posti letto. Undici dei restanti esemplari furono utilizzati da varie forze armate nella Seconda guerra mondiale.

## Utilizzatori

### Civili
Francia
- Air France

 Regno Unito
- British Overseas Airways Corporation (BOAC)
- Imperial Airways

### Militari
Germania
- Luftwaffe

 Francia di Vichy
- Armée de l'air de l'armistice

 Regno Unito
- Royal Air Force